# Le Canard (journal montréalais)
Pour les articles homonymes, voir Le Canard et Canard (homonymie).
Ne doit pas être confondu avec Le Canard enchaîné.
Le Canard est un hebdomadaire humoristique montréalais de grand succès qui faisait dans la satire politique, la caricature et la bande dessinée.

## Historique
Le Canard a été fondé par Hector Berthelot le 6 octobre 1877, puis vendu à Honoré Beaugrand en août 1879. Disparu en 1888, il est relancé par Berthelot en 1893. Il survit à la mort de ce dernier en 1895 et conserve la mention "H Berthelot, fondateur" jusqu'en 1906. En janvier 1919, il est acquis par J.E. Reneault qui en poursuit la publication jusqu'en 1940.
Il connaît deux brèves réapparitions, de novembre 1949 à février 1950 sous la direction de Jean-Charles Harvey, puis de septembre 1957 à janvier 1958.

## Premier numéro

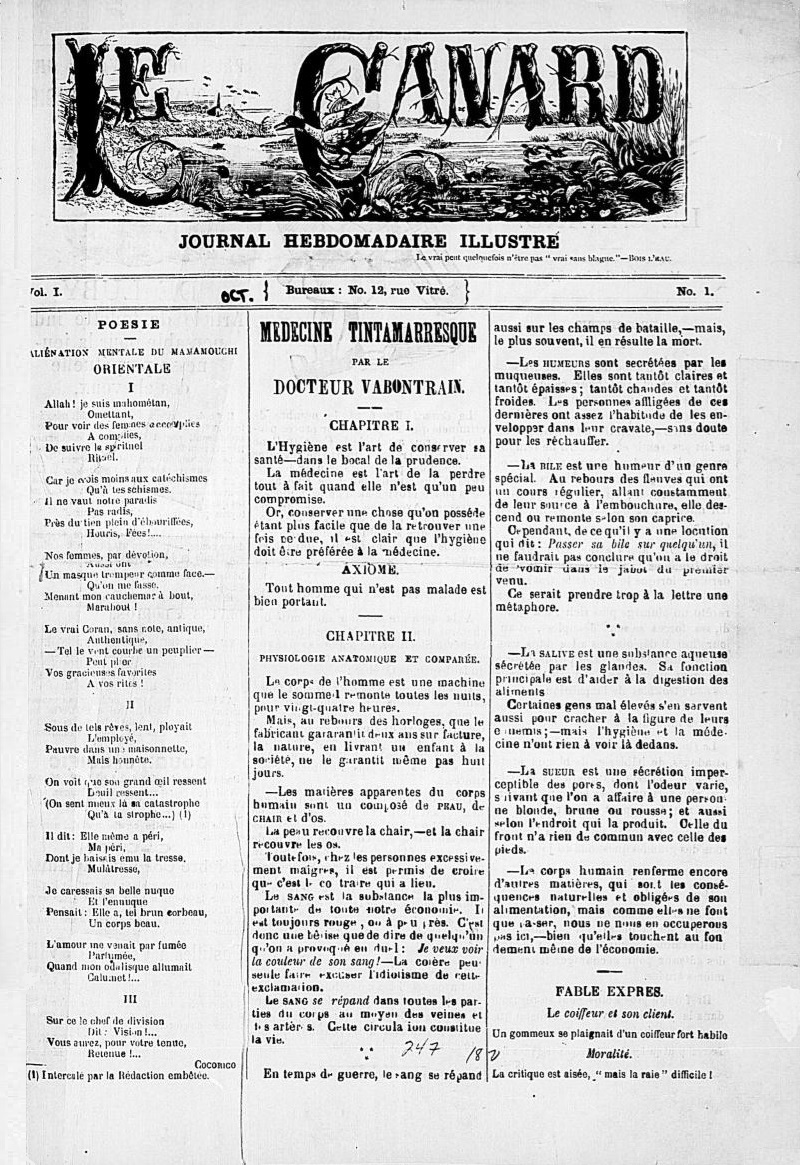
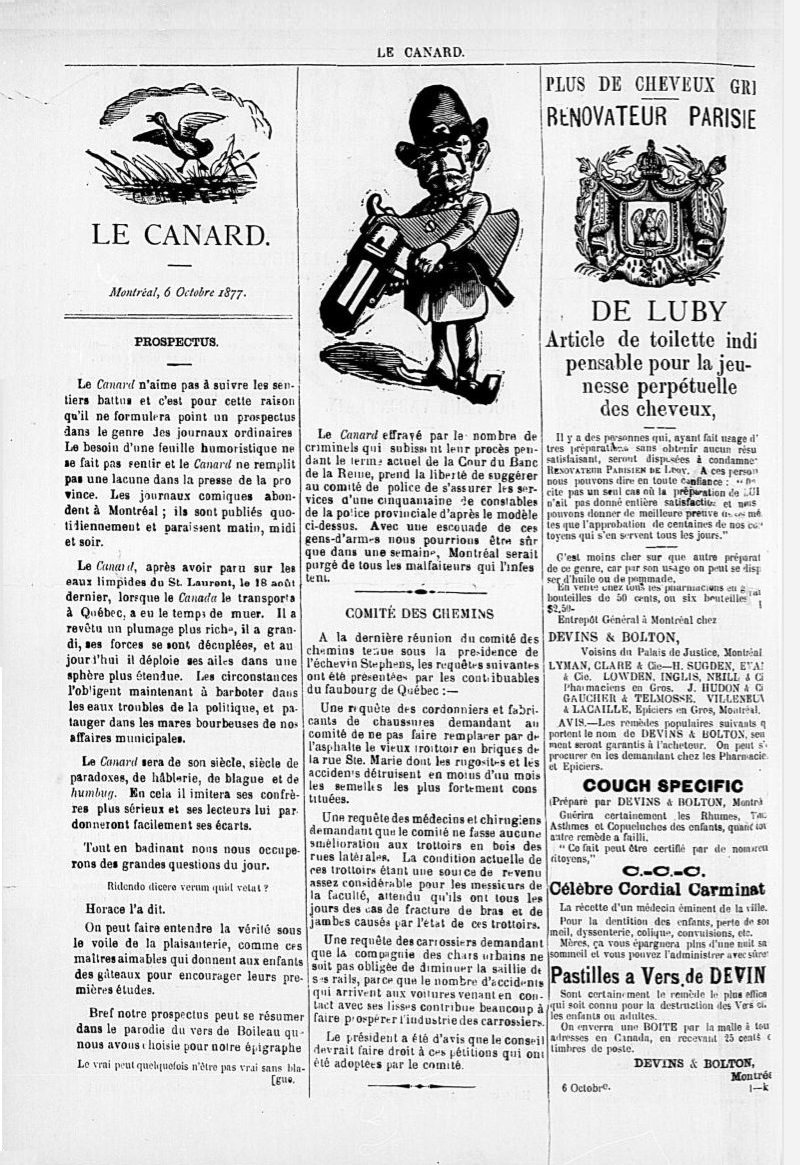
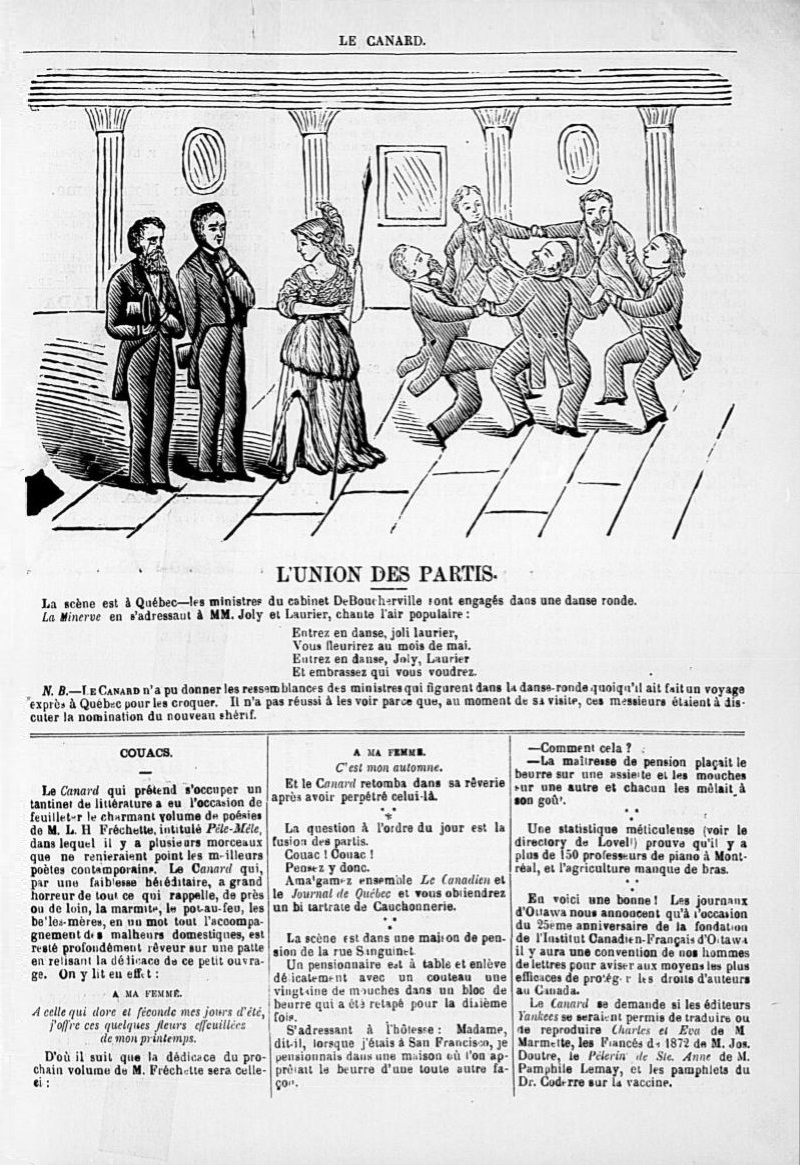
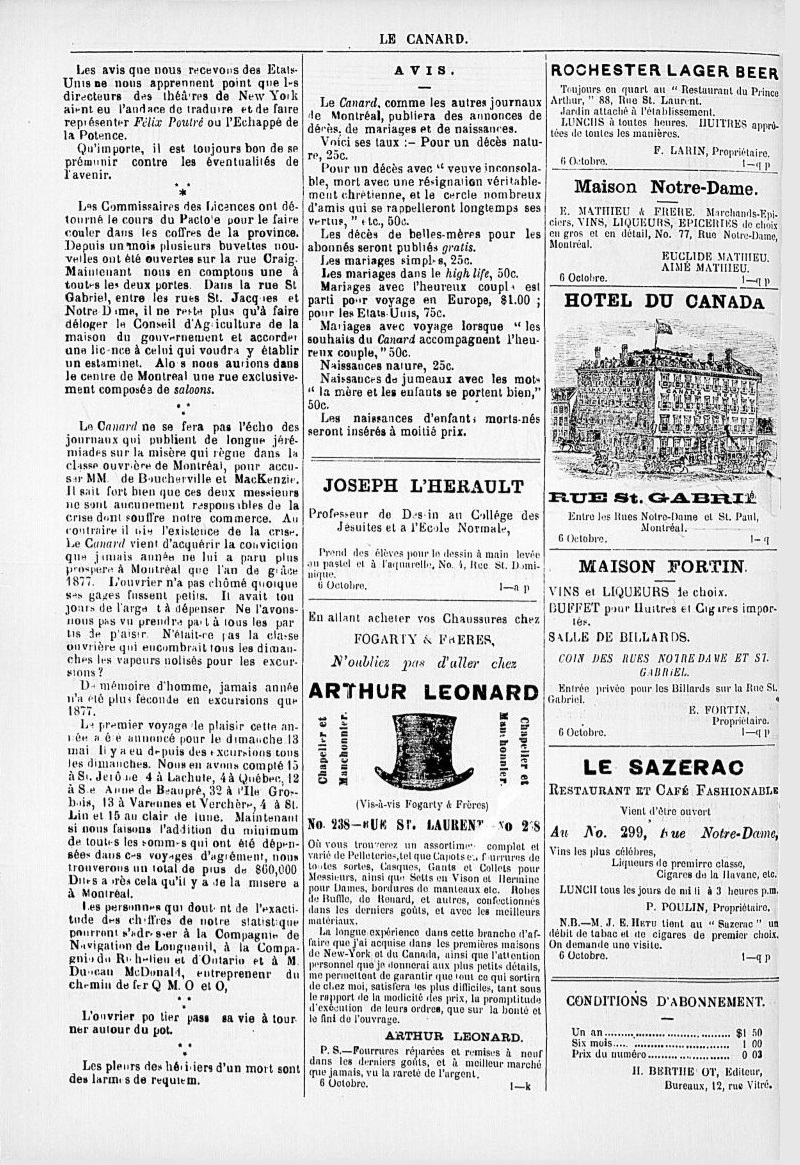